# 平出修
平出 修（ひらいで しゅう、1878年〈明治11年〉4月3日 - 1914年〈大正3年〉3月17日）は、日本の小説家・作家・歌人・弁護士。幸徳事件（大逆事件）で弁護人をつとめた。

## 来歴
新潟県中蒲原郡石山村（現・新潟県新潟市）に庄屋・児玉家の八男として生まれる。幼少期は虚弱だったが、小学校では記憶力に優れ、1892年に亀田町高等小学校を卒業する。1894年、旧制中学校進学を前提に新潟市の質店の養子となったが、進学の約束が果たされなかったことで1895年10月に縁組みを解消して、亀田町高等小学校の代用教員となる。翌年小学校準教員検定試験に合格した。
文芸に興味を抱いた平出は、1897年ごろから活動を始め、短歌・俳句を制作した。
その後、高田の平出家の四女・ライと結婚し入夫する。1901年1月、妻と上京して明治法律学校（現在の明治大学）に入学する。
1903年（明治36年）7月、明治法律学校を卒業。12月に判事検事登用試験に合格し司法官試補に任ぜられるが、短期間で辞職した。
1904年（明治37年）に弁護士登録。
1905年（明治38年）4月、神田区北神保町にて独立開業する。『明星』の同人となり、同じく同人だった石川啄木と親交をむすぶ。『明星』が1908年に終刊後、啄木や吉井勇、与謝野晶子らと『スバル』の創刊に参加し、費用は平出が出して自宅を発行所とする。
1910年（明治43年）8月、与謝野寛（鉄幹）の紹介で幸徳事件に連座した被告の弁護人となる。12月14日には、鉄幹とともに森鷗外の饗応を受けており、また、その鷗外から一週間にわたって無政府主義と社会主義に関する講義を受けたと伝えられている。
1911年（明治44年）1月、来宅した石川啄木に幸徳事件裁判について話し、その後も手元にあった裁判資料を啄木に見せた。これが啄木の幸徳事件認識に大きな影響を与えた。
1913年（大正2年）9月に雑誌『太陽』に幸徳事件をモデルにした小説「逆徒」を掲載したが発禁処分を受け、太平洋戦争後になるまで広く公刊されなかった。
1914年（大正3年）、骨瘍症のため東京市麻布区今井町（現・東京都港区麻布台）の病院で死去。
2006年（平成18年） 、生家跡に「平出修の生誕の地」として記念石碑が建てられた。

## 著作
- 『新派和歌評論』 上編、鳴皐書院、1901年10月。 NCID BA33692639。全国書誌番号:41001484。
- 『畜生道』籾山書店、1913年3月。 NCID BA3547677X。全国書誌番号:21692088。
- 与謝野寛 編『平出修遺稿』平出禾、1917年1月。 NCID BN11935058。全国書誌番号:43022516。
  - 『平出修遺稿』（復刻版）大空社〈伝記叢書 263〉、1997年9月。ISBN 9784756804747。 NCID BA32620949。全国書誌番号:98085199。

### 作品集
- 『定本平出修集』春秋社、1965年6月。 NCID BN05058091。全国書誌番号:65006506。
- 『定本平出修集』 続、春秋社、1969年6月。 NCID BN05058091。全国書誌番号:75007867。
- 『定本平出修集』 第3巻、春秋社、1981年7月。 NCID BN02669022。全国書誌番号:81043527。
- 『定本平出修集』 第4巻、春秋社、2015年12月。 NCID BN02669022。全国書誌番号:22673629。

## 親族
- 子　平出禾 - 検察官、作家、翻訳家。
- 子　平出彬 - 『平出修伝』著者